# Bajcsy-Zsilinszky Endre utca (Kiskunfélegyháza)
A Bajcsy-Zsilinszky Endre utca Kiskunfélegyháza négy legrégibb utcáinak egyike, a város újratelepítésével egyidős.
Nyomvonala a Petőfi Sándor utcától kezdődik és keleti irányban tart. Régi elnevezése (Csongorádi nagyutca) mutatja, hogy nem mindig ez volt az utca teljes nyomvonala. Korábban a mai városháza telkétől a mai Béke téren haladt át. A Béke téri forgalom megszüntetésével és tér járműforgalmának betiltásával az utca rövidebb lett, a forgalmat a Szalay Gyula utcára terelték át.
Első hivatalos neve Csongrádi kapu (1850), őrzi annak emlékét, hogy a városból valaha csak kapun keresztül lehetett kijutni. Mind a négy főúton voltak ilyen kapuk, sötétedéskor bezárták, és napkeltéig nem nyitották ki őket.
1890-ben nevét Csongrádi utcára változtatták. 1930-ban ismét átkeresztelték Horthy Miklós utcára. Mai elnevezését 1945-ben kapta.
Nyomvonala teljesen az 1960-as évek végéig alakult ki. Az egykori feltöltött Szőke-tó felé ment. Utcaképe egységes, a századforduló polgárházai egymás mellett maradtak meg. Itt található a kiskunfélegyházi szecessziós építészet egyik legszebb emléke, a Tarjányi-ház.
Bajcsy-Zsilinszky Endre nevét nem csak az utca neve őrzi. Eskulits Tamás bronzszobrát ebben az utcában avatták fel 1989-ben, a Szent Imre herceg utca torkolatánál.